# Resolución de poderes de guerra
La Resolución de poderes de guerra (también conocida como Resolución de poderes de guerra de 1973 o Ley de poderes de guerra) (50 USC ch. 33) es una ley federal destinada a controlar el poder del presidente de los EE.UU. para comprometer a los Estados Unidos en un conflicto armado sin el consentimiento del Congreso de los Estados Unidos. La resolución fue adoptada en forma de resolución conjunta del Congreso de los Estados Unidos. Establece que el presidente puede enviar las Fuerzas Armadas de los EE.UU. a la acción en el extranjero solo por declaración de guerra del Congreso, "autorización legal", o en caso de "una emergencia nacional creada por un ataque a los Estados Unidos, sus territorios o posesiones, o sus fuerzas Armadas".
La Resolución de Poderes de Guerra requiere que el presidente notifique al Congreso dentro de las 48 horas posteriores al compromiso de las fuerzas armadas para una acción militar y prohíbe que las fuerzas armadas permanezcan por más de 60 días, con un período adicional de retiro de 30 días, sin la autorización del Congreso para el uso de la fuerza militar (AUMF) o una declaración de guerra por parte de los Estados Unidos. La resolución fue aprobada por dos tercios de la Cámara y el Senado, anulando el veto del presidente Richard Nixon.
Se ha alegado que la Resolución de poderes de guerra ha sido violada en el pasado, por ejemplo, por el presidente Bill Clinton en 1999, durante la campaña de bombardeos en Kosovo. El Congreso ha desaprobado todos esos incidentes, pero ninguno ha resultado en acciones legales exitosas contra el presidente por presuntas violaciones.

## Fondo
Bajo la Constitución de los Estados Unidos, los poderes de guerra están divididos. Bajo el Artículo I, Sección 8, el Congreso tiene el poder de:
- Declarar la guerra
- Otorgar cartas de marca y represalia (es decir, licenciar a ciudadanos privados para capturar embarcaciones enemigas)
- Levantar y apoyar ejércitos (por períodos de hasta dos años a la vez)
- Proporcionar y mantener una Armada
- Dictar Reglamento para el Gobierno y Reglamento de las Fuerzas terrestres y navales
- Proporcionar para convocar a la Milicia
- Establecer normas relativas a las capturas en tierra y agua
- Proveer para organizar, armar y disciplinar a la Milicia; y
- Gobernar la Parte [de la milicia] que pueda ser empleada al Servicio de los Estados Unidos.

La sección 8 dispone además que estados tienen el poder de:
- Designar a los Oficiales de la milicia; y
- Entrenar a la Milicia de acuerdo con la disciplina prescrita por el Congreso.

El Artículo II, Sección 2 dispone que:
- "El presidente será Comandante en Jefe del Ejército y la Marina de los Estados Unidos, y de la Milicia de los diversos Estados, cuando sea llamado al Servicio real de los Estados Unidos"

En general, se acepta que el papel de comandante en jefe le da al presidente el poder de repeler los ataques contra los Estados Unidos y lo hace responsable de dirigir las fuerzas armadas. El presidente tiene derecho a firmar o vetar actos del Congreso, como una declaración de guerra, y el Congreso puede anular dicho veto presidencial. Además, cuando las acciones (o inacciones) del presidente brindan "Ayuda y consuelo" a los enemigos o declaran la guerra contra los Estados Unidos, el Congreso tiene el poder de acusar y destituir (condenar) al presidente por traición. Por acciones que no sean traición, pueden destituir al presidente por "cohecho u otros delitos y faltas graves", cuya definición la Corte Suprema ha dejado en manos del Congreso. Por lo tanto, el poder de guerra se dividió intencionalmente entre el Congreso y el Ejecutivo para evitar una acción ejecutiva unilateral contraria a los deseos del Congreso y requerir una mayoría calificada para una acción legislativa contraria a los deseos del presidente.